# Phalangeridae
Phalangeridae là một họ động vật có vú trong bộ Hai răng cửa. Họ này được Thomas miêu tả năm 1888.

## Hình ảnh

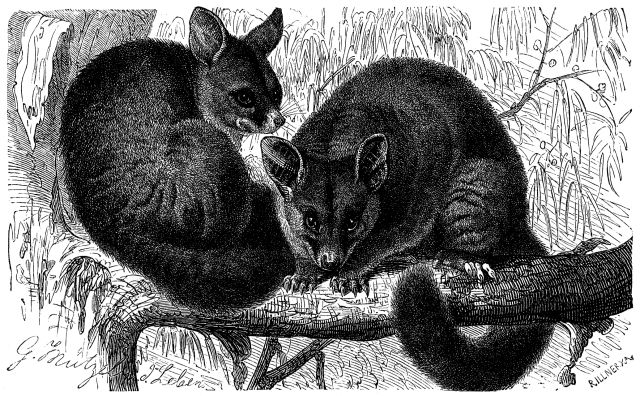
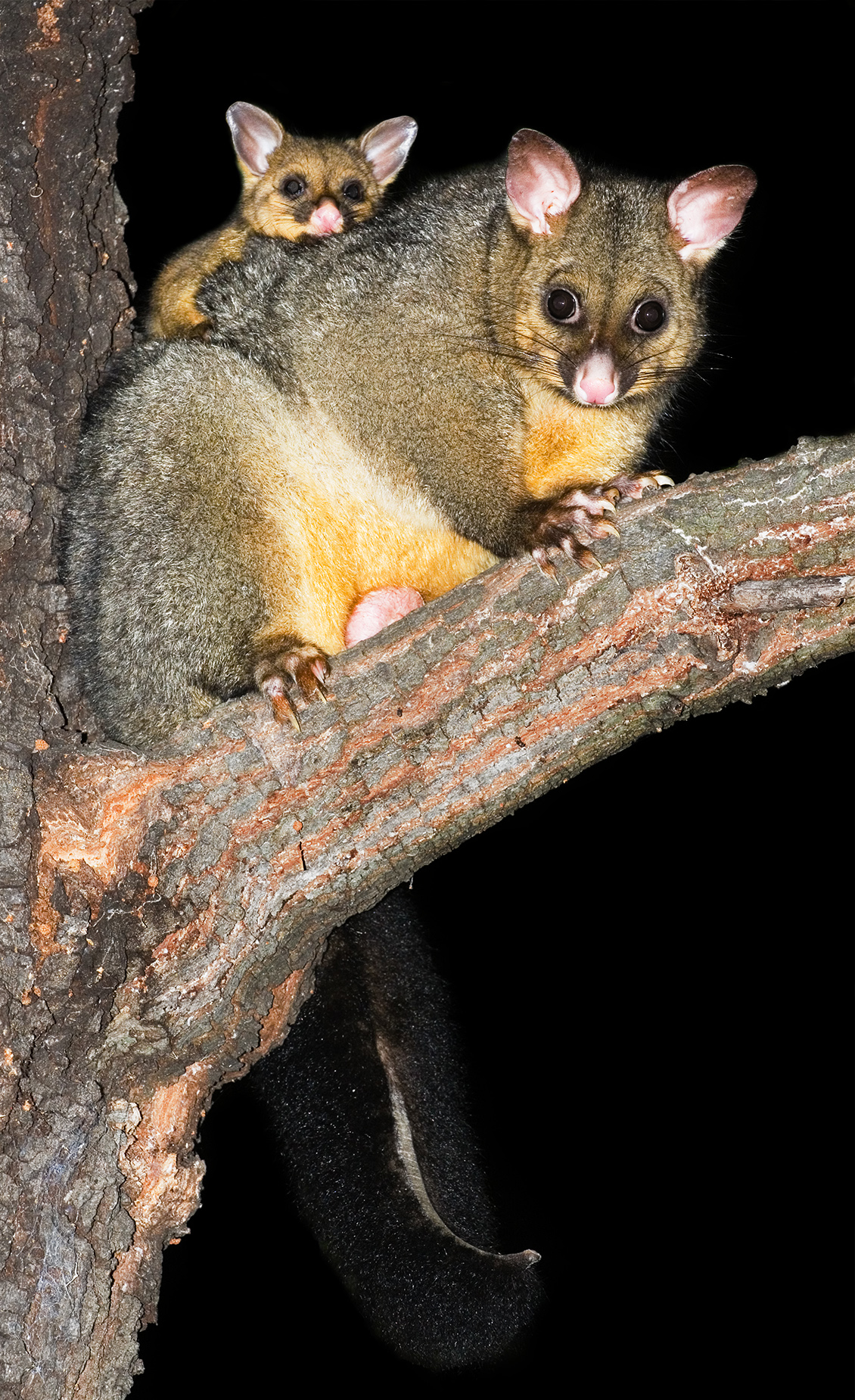
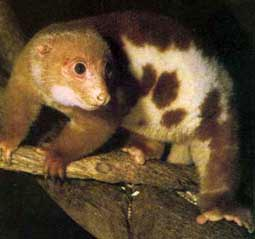

## Phân loại
- Phân họ Ailuropinae
  - Chi Ailurops
    - Ailurops melanotis
    - Ailurops ursinus
- Phân họ Phalangerinae
  - Tông Phalangerini
    - Chi Phalanger
      - Phalanger alexandrae
      - Phalanger carmelitae
      - Phalanger gymnotis
      - Phalanger intercastellanus
      - Phalanger lullulae
      - Phalanger matabiru
      - Phalanger matanim
      - Phalanger mimicus
      - Phalanger orientalis
      - Phalanger ornatus
      - Phalanger rothsschildi
      - Phalanger sericeus
      - Phalanger vestitus

    - Chi Spilocuscus
      - Spilocuscus kraemeri
      - Spilocuscus maculatus
      - Spilocuscus papuensis
      - Spilocuscus rufoniger
      - Spilocuscus wilsoni

  - Tông Trichosurini
    - Chi Strigocuscus
      - Strigocuscus celebensis
      - Strigocuscus pelegensis

    - Chi Trichosurus
      - Trichosurus arnhemensis
      - Trichosurus caninus
      - Trichosurus cunninghami
      - Trichosurus johnstonii
      - Trichosurus vulpecula

    - Chi Wyulda
      - Wyulda squamicaudata